# Буллери, Массимо
Ма́ссимо Буллери (итал. Massimo Bulleri; род. 10 сентября 1977, Чечина) — итальянский профессиональный баскетболист и тренер. Играл на позиции разыгрывающего защитника. В настоящее время тренирует баскетбольный клуб «Динамо» Сассари. В составе сборной Италии Буллери стал серебряным призёром Олимпийских игр 2004 года и бронзовым призёром чемпионата Европы 2003 года.

## Биография
Буллери является воспитанником баскетбольного клуба «Бенеттон», за который он начал выступать в 1995 году. С этим клубом он дважды становился чемпионом Италии и четыре раза выигрывал национальный кубок. В 2005 году он перешёл в миланскую «Олимпию», а летом 2007 года продлил с клубом контракт до лета 2010 года. В 2009 году Буллери вернулся в «Бенеттон» на правах аренды, а в 2010 году, став свободным агентом, подписал контракт на постоянной основе.

## Достижения
- Серебряный призёр Олимпийских игр 2004 года
- Бронзовый призёр чемпионата Европы 2003 года
- Бронзовый призёр Средиземноморских игр 2001 года
- Чемпион Италии 2002, 2003
- Обладатель Кубка Италии 2000, 2003, 2004, 2005
- Обладатель Суперкубка Италии 2001, 2002
- Самый ценный игрок чемпионата Италии 2003, 2004
- Самый ценный игрок финала Кубка Италии 2005
- Участник матча всех звёзд итальянского чемпионата в 2004 и 2005 годах